# فلاديمير لوتشيتش
فلاديمير لوتشيتش (بالصربية: Владимир Лучић) مواليد 17 يونيو 1989 في بلغراد، جمهورية صربيا الاشتراكية، هو لاعب كرة سلة صربي. بدأ مسيرته الاحترافية في سنة 2006. يلعب مع بايرن ميونخ. يحمل الرقم 11. حقق المركز الأول في الألعاب الجامعية الصيفية 2011.

## المسيرة الاحترافية
لعب مع نادي بارتيزان لكرة السلة من سنة 2008 إلى 2013، ثم لعب مع فالنسيا باسكت في الدوري الإسباني من سنة 2013 إلى 2016، ثم لعب مع بايرن ميونخ لكرة السلة في الدوري الألماني في سنة 2016.

## الميداليات
| الميدالية | المسابقة                      |
| --------- | ----------------------------- |
| ذهبية     | الألعاب الجامعية الصيفية 2011 |

## إحصائيات المسيرة

### الدوري الأوروبي
| السنة   | الفريق                   | لعب | بدأ | دقيقة | ميداني% | ثلاثية | حرة  | ارتداد | صنع | استلاب | تصدي | نقطة | أداء |
| ------- | ------------------------ | --- | --- | ----- | ------- | ------ | ---- | ------ | --- | ------ | ---- | ---- | ---- |
| 2009–10 | نادي بارتيزان لكرة السلة | 1   | 0   | 1.3   | .000    | .000   | .000 | .0     | .0  | .0     | .0   | .0   | -1.0 |
| 2010–11 | نادي بارتيزان لكرة السلة | 15  | 0   | 10.6  | .522    | .333   | .667 | 1.9    | .6  | .2     | .3   | 2.4  | 3.5  |
| 2011–12 | نادي بارتيزان لكرة السلة | 10  | 9   | 21.7  | .365    | .269   | .867 | 2.4    | 1.0 | .1     | .1   | 5.8  | 3.0  |
| 2012–13 | نادي بارتيزان لكرة السلة | 10  | 9   | 33.2  | .412    | .323   | .796 | 4.8    | .8  | 1.6    | .2   | 13.7 | 14.9 |
| 2014–15 | فالنسيا باسكت            | 8   | 6   | 25.7  | .476    | .421   | .762 | 3.3    | .9  | .9     | .4   | 8.0  | 8.8  |
| المسيرة |                          | 44  | 24  | 20.9  | .424    | .324   | .782 | 2.9    | .7  | .7     | .2   | 6.7  | 6.8  |

## روابط خارجية
- فلاديمير لوتشيتش على موقع الاتحاد الدولي لكرة السلة (الإنجليزية)
- فلاديمير لوتشيتش على موقع الدوري الأوروبي لكرة السلة (الإنجليزية)
- فلاديمير لوتشيتش على موقع الدوري الإسباني لكرة السلة (الإسبانية)
- فلاديمير لوتشيتش على موقع كرة السلة الأوروبية.كوم (الإنجليزية)
- فلاديمير لوتشيتش على موقع ريلجم (الإنجليزية)
- فلاديمير لوتشيتش على موقع بروبوليرز (الإنجليزية)
- فلاديمير لوتشيتش على موقع سبورتس رفرنس (الإنجليزية)